# L'Affiche rouge (chanson)
Pour les articles homonymes, voir Affiche rouge (homonymie).
Pistes de Les Chansons d'Aragon
Tu n'en reviendras pas
L'Affiche rouge est une chanson française reprenant le poème Strophes pour se souvenir écrit en 1955 par Louis Aragon, mis en musique en 1961 par Léo Ferré et chantée par lui, puis Monique Morelli, Catherine Sauvage, Isabelle Aubret, Leny Escudero, Manu Lann Huel, Marc Ogeret, Francesca Solleville, Monique Morelli, Didier Barbelivien, Bernard Lavilliers, Mama Béa (sur l'album Du côté de chez Léo), Catherine Ribeiro, « HK et Les Déserteurs », Feu! Chatterton en concert. Xavier Ribalta (ca) en a donné une version catalane, El cartell vermell.
Elle rend hommage aux « vingt-et-trois » immigrés (« étrangers, nos frères pourtant ») résistants FTP-MOI (Francs-tireurs et partisans - Main-d'œuvre immigrée) fusillés au Mont-Valérien le 21 février 1944 durant l'Occupation, quelques mois avant la Libération de Paris.
Elle est interprétée par Feu! Chatterton le 21 février 2024 lors de la cérémonie d'entrée au Panthéon de Mélinée et Missak Manouchian, lequel faisait partie des « vingt-et-trois ».

## Le texte publié en 1955 et édité en 1956, sous l'impulsion de Claude Lévy
Léo Ferré a fait le choix au début de 1961 de reprendre intégralement le poème publié en 1955 dans L'Humanité et édité en 1956 par Louis Aragon, dont la genèse remonte elle-même au début des années 1950. En février 1951 paraît le livre Pages de gloire des 23, rappelant l'action des combattants des FTP-MOI de la région parisienne fusillés le 21 février 1944, dont le tiers était polonais. Quelques jours après, le 15 mars 1951 le conseil municipal de Paris débat d'une proposition pour qu'une rue de Paris reçoive leur nom. Mais sans succès.
Louis Aragon, qui rédigera le texte en 1955, est en 1951 très absorbé par l'écriture du 6e tome de sa grande fresque historique sur la seconde guerre mondiale, démarrée en 1949 qu'il récrira en 1966-1967, "Les Communistes", s'apparentant à celles d'Émile Zola avec Les Rougon-Macquart et de Victor Hugo avec La Légende des siècles. Jean Rogissart, militant du Syndicat national des instituteurs, guide ainsi son voyage dans les Ardennes, du 24 au 28 janvier 1951, complétant ceux de 1946, 1947 et 1950 dans le Nord, visant à donner épaisseur et crédibilité historique à cette saga. Aux Archives départementales des Ardennes, Aragon trouve par exemple un récit d'officier lui permettant de corriger son manuscrit quant à l'obligation de laisser la porte ouverte des fortins en 1940 pour que les gaz s'échappent. Il réunit alors dans son moulin de Saint-Arnoult-en-Yvelines "une si vaste documentation qu'Elsa Triolet s’en épouvanta" et qu'il ne parviendra à recouper qu'en 1983–1986 avec les mémoires Léon Delfosse,.
Deux ans après, l'ex-résistant de 35e brigade de Francs-tireurs et partisans - Main-d'œuvre immigrée (FTP-MOI) de Toulouse, Claude Lévy, devenu un collaborateur du célèbre biologiste Frédéric Joliot-Curie, rédige avec son frère aîné, l'éditeur d'art Raymond Lévy , dix nouvelles reprenant des épisodes authentiques de la Résistance. La première raconte l'histoire des FTP-MOI de Paris. Communistes, les deux frères rejettent les offres de différents éditeurs et tentent de convaincre Louis Aragon, directeur des Éditeurs français réunis, car ce dernier avait en août 1951 préfacé la réédition d'un livre de lettres de fusillés, déjà paru en 1946, mais prenant la décision d'expurger celles des combattants FTP-MOI.
Aragon leur répond : « On ne peut pas laisser croire que la Résistance française a été faite comme ça, par autant d'étrangers. Il faut franciser un peu ». Le livre obtient le Prix Fénéon 1953. Claude Lévy créé ensuite un comité de soutien à la proposition, qui réunit des conseillers municipaux du 20e arrondissement dont l'élu communiste Albert Ouzoulias, lui aussi ex-FTP-MOI, et Madeleine Marxin. Finalement, le 28 octobre 1954, la mairie de Paris vote la réunion des impasses Fleury et du Progrès, dans le 20e arrondissement, en une unique rue du Groupe-Manouchian, même si Missak Manouchian ne fut jamais le « chef » de ce groupe de FTP-MOI parisiens.
Louis Aragon est invité à l'inauguration mais, étant à Moscou, ne reçoit pas l'invitation à temps. À son retour, il écrit à Claude Lévy : « Utilisez mon nom, demandez-moi ce que vous voulez », et ce dernier lui suggère d'écrire un poème. L'Humanité le publie à l'inauguration de la rue, le 6 mars 1955, en le titrant Strophes pour se souvenir. Puis Aragon l'inclut dans son recueil Le Roman inachevé paru en 1956.

### Les quatre années de patience de Léo Ferré
L'année 1957 est celle du centenaire de la parution du plus célèbre des recueils de poésie français, "Les Fleurs du mal" de Charles Baudelaire et Léo Ferré consacre cette année-là un album entier au poète, tout en décidant d'enchaîner par un autre consacré cette fois à Louis Aragon.
Léo Ferré s'est vraisemblablement attelé à la mise en musique de L'Affiche rouge dès l'année 1957, estime Robert Belleret, dans son "Dictionnaire Ferré" et en novembre 1959 neuf chansons étaient déjà déposées chez un éditeur, au moment où Ferré cède un total d'une centaine de titres à l'éditeur Méridian. Ce projet est évoqué dans l'émission radiophonique Avant-premières sur Paris-Inter en janvier 1959, mais il ne dévoile ce jour-là que trois chansons et L'Affiche rouge n'en fait pas partie.
Cependant, Ferré ne parvient à sortir finalement cette chanson que dans l'album Les Chansons d'Aragon, en février 1961, ayant choisi entre-temps le titre L'Affiche rouge. Après l'émission de radio, il a fallu encore treize mois pour y parvenir, malgré des négociations en 1960 avec la maison d'édition "Chant du Monde", proche du Parti communiste français, dirigée par Jean Roire, qui a été le secrétaire et l'ami proche d'Aragon, mais aussi journaliste à Ce Soir, le quotidien dirigé pendant 15 ans par Aragon.
En juillet 1960, c'est la fin du contrat de Léo Ferré avec la maison de disques Odéon. Son épouse Madeleine écrit   "Chant du Monde", qui avait été la maison d'édition de Ferré jusqu'en 1953. Jean Roire, donne un accord de principe sur un programme de travail, prévoyant même budget et dates de sortie, mais, à la veille de signer, il dut annuler cet accord. Il s'en excusa par lettre, disant tout son regret, mais sans donner la raison. Au cours de cette même année 1960, le poète a donné plutôt sa bénédiction à la chanteuse Monique Morelli, pour son premier album consacré aux œuvres d'Aragon, sorti dès l'année suivante au Chant du monde, avec douze de ses poèmes et une préface d'Aragon.
Barclays reprend l'idée début 1961 et tout va très vite: l'enregistrement a lieu du 10 au 12 janvier 1961. Le 12 janvier, Ferré écrit à Aragon pour l'inviter à son récital du 25 janvier au théâtre du Vieux-Colombier où il interprètera la chanson pour la première fois, le disque devant sortir début février. Catherine Sauvage, désireuse de la chanter, établit un autre lien entre les deux artistes, via son copain Jean-Pierre Chabrol,. Mis devant le fait accompli, Aragon décide d'écrire un article dans l'édition du 26 janvier de son journal les Lettres françaises, titré "Léo Ferré et la mise en chanson". L'article souligne qu'il voit les adaptations comme "une forme supérieure de la critique poétique avec laquelle je puis être d'accord ou non". Le texte souligne plusieurs fois qu'il a toujours tolérée cette critique les choix des nombreux artistes qui ont adapté ses poèmes.
Mélinée Manouchian est parallèlement invitée à Paris fin janvier chez Léo Ferré et sa femme. Aragon et Elsa Triolet, invités le même soir, font leur connaissance, et donnent leur accord au disque, pour lequel des photos d'Aragon sont prises lors du repas. À son retour en Arménie 18 février, Mélinée Manouchian écrit pour remercier le poète et son épouse. Ferré interprète admirablement" cette chanson, a écrit de son côté le 12 février Elsa Triolet à sa sœur. Ferré chante aussi ce jour-là et sur le disque "Tu n'en reviendras pas" extrait d'un autre poème d'Aragon beaucoup plus long et paru lui aussi en 1956 dans Le Roman inachevé,, intitulé : « Les ombres se mêlaient et battaient la semelle ». "Tu n'en reviendras pas"  évoque l'expérience d'Aragon comme aide-médecin pendant la guerre de 14-18.
Ce sera effectivement « l'une des chansons les plus célèbres » de Léo Ferré, qui fait décoller son succès, avec d'autres chansons comme Jolie Môme.
Léo Ferré est accompagné par un chœur mixte a cappella déclamant des onomatopées sous forme de simples voyelles, selon un effet purement vocal (mais homorythmique) et aucun instrument de musique ne vient s'ajouter. Il déclame le texte plus qu’il ne le chante et souligne certains mots (« hirsute », « menaçant », « sang »…). Un roulement de tambour rompt brutalement la continuité du chant, évoquant la condamnation à mort par fusillade des membres du groupe,. Monique Morelli et Catherine Sauvage la chantent, y compris à l'antenne de l'ORTF pour la première, dès 1961, année où un attentat de l'OAS a visé Léo Ferré: "peu avant 20 heures", le 21 novembre 1961, un engin a "fait explosion devant la façade du music-hall l'Alhambra, rue de Malte, où se produit actuellement Léo Ferré". Catherine Sauvage obtient cette année-là le Grand Prix de l'Académie Charles-Cros pour ses interprétations de Ferré.

### Une chanson attendue, et propulsée par la RTF dès sa composition
Contrairement à une légende entretenue pour des raisons commerciales et politiques, la chanson n'a pas été interdite dès sa parution en 1961 par Charles de Gaulle pour n'être autorisée qu'à l'arrivée de François Mitterrand à L'Élysée.
La chanson est au contraire diffusée sur la RTF peu après la sortie du disque de Léo Ferré, qui avait annoncé deux ans avant à la radio son projet d'adapter des poèmes d'Aragon. Le 30 septembre 1961, dans l’émission Discorama, présentée par Denise Glaser depuis le 4 février 1959, Monique Morelli la chante, avec une forte audience qui contribue à son succès. Monique Morelli est ainsi la première à la chanter et elle ouvre son cabaret Chez Ubu, l'année suivante à Montmartre.
La confusion vient du fait que la chanson Nuit et Brouillard de Jean Ferrat, sur la déportation nazie fut interdite à la radio et à la télévision car déclarée « inopportune » par Robert Bordaz, directeur de la RTF, inquiet de l'impact sur réconciliation avec l'Allemagne, après avoir été diffusée dans l'émission de Denise Glaser en 1963. Denise Glaser est licenciée, déclenchant la réprobation unanime des artistes, des centaines de lettres saluant sa diffusion sur Europe1, et le ministre de l’information Alain Peyrefitte, ordonne à Robert Bordaz de maintenir la présentatrice.

## L'Affiche rouge, version Mélinée Manouchian
Louis Aragon se dit "au plus mal avec la vie" après le décès d'Elsa Triolet en juin 1970, tandis que depuis avril 1970 triomphe au cinéma L'Aveu, de Costa-Gavras, racontant le calvaire de l'ex-chef des FTP-MOI Arthur London, dont la réhabilitation fut encouragée par Aragon, après le succès "phénoménal" de son livre éponyme sorti en novembre 1969. Dès janvier 1970, Aragon a publié dans Les Lettres françaises quatre poèmes de Marc Delouze, un parfait inconnu dont il "sait seulement qu’il a 24 ans" et "voyagé en Turquie". En septembre, rompant un silence de plusieurs mois à la suite de la mort d'Elsa, Aragon lui adresse une lettre ouverte dans Les Lettres françaises, suivi d'un long poème relatant son voyage en Turquie. Dans cette missive, le poète  confie : "il y a par terre autour de moi les archives de 60 années", un océan de papiers d'archives des années 1950 qui tracassaient Elsa Triolet dans son moulin de Saint-Arnoult-en-Yvelines. Le 13 janvier 1971, Aragon a publié dans Les Lettres françaises un article "Le créé", dénonçant, en partie sous l'influence de Marc Delouze, l’injustice faite au roman érotique sous pseudonyme, "Le Château de Cène", du combattant anticolonialiste Bernard Noël, réédité quelques mois après en version signée. Cet article est suivi d'un autre poème de Delouze, "Pardon Madame", mis surtout d'un très long poème de Bernard Noël. En avril 1971 Aragon publie aux EFR le premier recueil de poèmes de Marc Delouze, avec une préface très flatteuse dans laquelle il le compare à Gérard de Nerval et Rimbaud. Plus tard, je jeune poète est invité à des soirées chez l'écrivain et critique littéraire Alain Bosquet, ce qui vaut à Delouze un article élogieux du Monde.  Le grand poète arménien Rouben Mélik, éditeur aux EFR, confie à Delouze l'adaptation de "plus d’un tiers des textes" d'une vaste "Anthologie la poésie arménienne des origines à nos jours", achevée en novembre 1973. La même année, Rouben Mélik présente Delouze à Mélinée Manouchian Il interview aussi chaque semaine Mélinée Manouchian durant l'hiver et le printemps 1973-1974, pour le livre « L’Affiche rouge », qui ne sera publié en août 1974 sous le titre plus sobre de "Manouchian", avec la seule signature de son épouse.  Il arrive que Mélinée demande à Delouze de "couper sa machine" afin de "se libérer de paroles qui l’étouffait".
La biographie du célèbre résistant racontée par sa femme observera ainsi des silences "quant aux causes et conditions de l’arrestation" de Manouchian en 1943. Une personne responsable des EFR qui a confié à Delouze cette tâche étant "vaguement (?) partie prenante dans cette sombre affaire",  Delouze racontera cinquante ans plus tard, qu'il s'était à l'époque senti "quelque peu ficelé" dans une histoire qui le "dépassait" et placé sous "étroite surveillance" : "ils savaient qu’elle savait – et que je savais donc – des choses concernant la fameuse « trahison » qu’évoque brutalement Missak Manouchian dans sa dernière lettre.  Dans son roman "Chroniques du Purin", publié en 2016, Delouze rappelle qu'il n'était pas question de "laisser trainer les bandes magnétiques" des interview de la veuve. Mélinée Manouchian était perçue lors de son récit de 1973 publié en 1974 comme une "petite bonne femme entrainée dans le vertigineux siphon de ses colères, victime du syndrome de la « veuve-de-héros » incapable de dépasser l’horizon de son propre malheur" , même si la maison d'édition semblait en 1973 en réalité surtout "s’arranger alors avec ce type de fable". Plus tard, malgré l'accueil reçu par son recueil de 1971, se refusant à « faire le poète » à instar du petit monde des poètes auquel il ne se sent pas appartenir, Marc Delouze disparait en tant que poète, et s’installe "dans un silence éditorial de près d’une vingtaine d’années" , préférant "la recherche de nouveaux supports d’expression poétique" en créant l'association Les Parvis poétiques, permettant de produire des festivals et des événements et spectacles poétiques d'un ton nouveau.

## Interprétations
- Monique Morelli, LP Chansons d'Aragon, 1961
- Léo Ferré, LP Les Chansons d' Aragon chantées par Léo Ferré, 1961
- Catherine Sauvage, LP Chansons De Louis Aragon 1963
- Marc Ogeret, LP Chante Aragon, 1967
- Francesca Solleville, LP Chante Louis Aragon, 1971
- Isabelle Aubret, LP L'amour Aragon, 1977
- Mama Béa Tekielski, LP Du côté de chez Léo, 1995
- Catherine Ribeiro, LP Chansons de légende, 1997
- Leny Escudero, LP Chante la liberté, 1997
- Xavier Ribalta (ca), LP Canta Léo Ferré. Et Basta !, 2001, en catalan, El cartell vermell
- Didier Barbelivien, LP Léo, 2003
- Manu Lann Huel, LP Chante Léo Ferré, 2003
- Bernard Lavilliers, LP Lavilliers chante Ferré, 2009
- HK & Les Saltimbanks, LP HK présente les déserteurs, 2014
- Feu! Chatterton, quadruple LP Live à Paris (Palais d'Argile Tour 2022), 2022

Le 21 février 2024, à l'occasion de la panthéonisation de Missak et Mélinée Manouchian, Feu! Chatterton interprète la chanson de Léo Ferré sur les marches du Panthéon.